# Le Prophète Isaïe (Raphaël)
Le Prophète Isaïe est une fresque monumentale de Raphaël (2,50 m × 1,55 m), réalisée de 1511 à 1512 pour la basilique Saint-Augustin de Rome.

## Histoire
La fresque du prophète, située sur le troisième pilier de la nef de l'église Saint-Augustin de Rome, pour une chapelle dédiée à sainte Anne, a été commandée à Raphaël par le chancelier-chef de la cour papale, Johannes Goritz de Luxembourg. Johannes Goritz, patronyme latinisé en Coricius, avait pour protectrice sainte Anne et avait conçu cette chapelle dédiée à sainte Anne pour être sa tombe.  
Vasari rapporte que Raphaël aurait repris entièrement  sa première version d'Isaïe  après avoir vu les Prophètes de Michel-Ange.
Par la suite, le travail de Raphaël a été retouché par d'autres peintres à travers les siècles. 
Restauré en 1960, Le prophète Isaïe a retrouvé toute sa splendeur . 

## Description
Au dessus de la tête du prophète Isaïe, deux putti en arrière-plan tiennent une plaque portant une inscription en grec, qui constitue la dédicace signée Johannes Coricius pour une sculpture de Andrea Sansovino représentant sainte Anne, la Vierge et l'Enfant, destinée à l'autel de la chapelle sainte Anne. Le texte grec se lit :
ΑΝΝΗ ΠΑΡΘΕΝΟΤΟΚΩ
ΠΑΡΘΕΝΙΚΗ ΘΕΟΤΟΚΩ
Κ[ΑΙ] ΛΥΤΡΩΤΗ ΧΡΙΣΤΩ
ΙΩ[ΑΝΝΗΣ] ΚΟΡ[ΙΣΙΥΣ]
"A Anne, Mère de la Vierge,
A la Vierge Theotokos,
Et au Rédempteur Messie
Jo[annes] Cor[icius]".
Isaïe déroule un Sefer Torah (rouleau en hébreu)  avec le texte hébreu de Isaie, chapitre 26, verset 2 (et les trois premiers mots du verset 3), qui s'interprète comme une supplication pour entrer au Ciel exprimant le voeu du commanditaire de l'oeuvre qui avait conçu la chapelle sainte Anne pour être sa dernière demeure.   

## Analyse
Le puissant personnage d'Isaïe a été modélisé de façon à donner l'illusion de la tridimensionnalité. 
La peinture est un témoignage de l'influence des peintures du plafond de la chapelle Sixtine de Michel-Ange sur Raphaël.

## Sources
- Antoine Chrysostome Quatremère de Quincy, Histoire de la vie et des ouvrages de Raphaël, Firmin Didot frères, 1835, p. 78